# Бекеш (комитат)
Бекеш (венг. Békés) — исторический комитат на юге Венгерского королевства. В настоящее время эта территория входит в состав медье Бекеш Венгерской республики. Административным центром комитата Бекеш первоначально был замок Бекеш, а c XV века стал город Дьюла.

## География
Бекеш лежит в низменной долине реки Тиса и её притока Кёрёш. Благодаря периодическим разливам этих рек почва комитата отличалась высоким плодородием, благоприятным для земледелия. Площадь комитата составляла 3 670 км² (по состоянию на 1910 год). Бекеш граничил со следующими комитатами Венгрии: Чонград, Яс-Надькун-Сольнок, Хайду, Бихар, Арад и Чанад.

## История

Герб комитата Бекеш

Бекеш был одним из первых венгерских комитатов, образованных в начале XI века при короле Иштване I Святом. В 1566 г. территория комитата перешла под власть Османской империи. К моменту освобождения Бекеша австрийскими войсками в конце XVII века эти земли были полностью опустошены турецкими поборами и постоянными войнами. В XVIII веке на территорию комитата переселилось значительное количество словацких и немецких колонистов. Словацкие переселенцы даже составляли большинство населения в Бекешчабском округе комитата. После Первой мировой войны территория Бекеша вошла в состав Венгерской республики. 
После Второй мировой войны было образовано медье Бекеш, в состав которого, помимо бывшего одноимённого комитата вошли также следующие земли:
- венгерская часть комитата Арад;
- северо-восточные области комитата Чанад;
- часть комитата Бихар с городами Шаркад и Окань;
- часть комитата Яс-Надькун-Сольнок c городом Деваванья.

## Население
Согласно переписи 1910 г. на территории комитата Баранья проживало 298 700 жителей, из них более 73 % являлись по национальности венграми, а 22 % — словаками. Господствующий религией населения было протестантство (35 % жителей относили себя к прихожанам кальвинистских церквей, 33 % — лютеранских), число католиков не превышало 25,5 %

## Административное деление

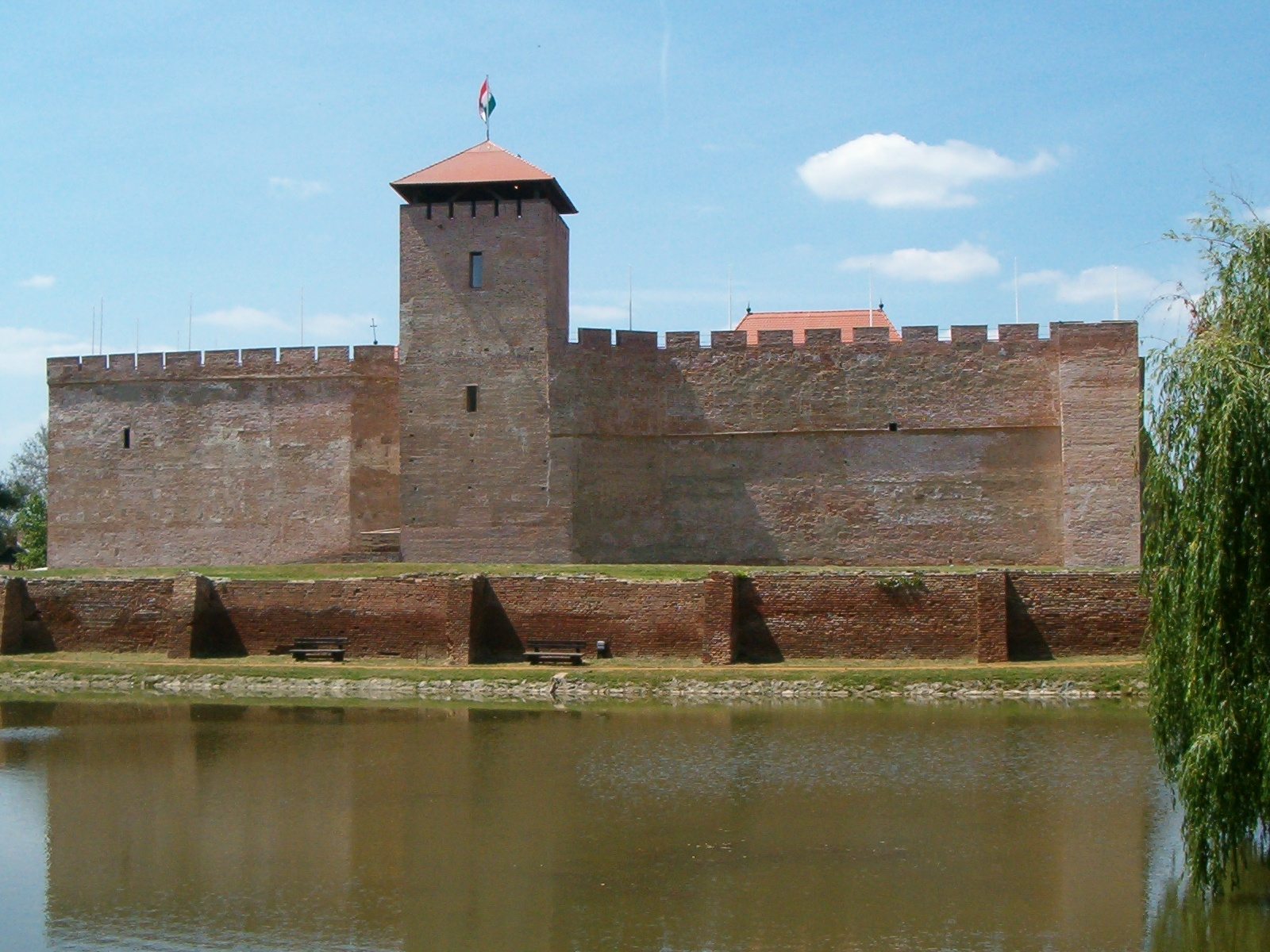
Замок в городе Дьюла

В начале XX века в состав комитата входили следующие округа:
| Округа        | Округа     |
| Округ         | Адм. центр |
| ------------- | ---------- |
| Бекеш         | Бекеш      |
| Бекешчаба     | Бекешчаба  |
| Дьома         | Дьома      |
| Дьюла         | Дьюла      |
| Орошхаза      | Орошхаза   |
| Сарваш        | Сарваш     |
| Сегхалом      | Сегхалом   |
| Муниципалитет |            |
| Дьюла         |            |